# Henry Terry
 Der er for få eller ingen kildehenvisninger i denne artikel, hvilket er et problem. Du kan hjælpe ved at angive troværdige kilder til de påstande, som fremføres i artiklen.

Henry John Terry, Jr (27. maj 1868 – 24. december 1952) var en fransk cricketspiller som deltog i de olympiske lege 1900 i Paris.
Terry var med på det franske crickethold Union des Sociétés Françaises de Sports Athlétiques som tabte i finalen til det britiske hold Devon & Somerset County Wanderers med 104-262, en finale som varede over to dage.